# La comedia musical española
La comedia musical española es un programa de televisión emitido por TVE en 1985.

## Formato
El espacio fue un homenaje al género de la Revista, representándose en cada uno de los 12 episodios las piezas más destacadas estrenadas en España desde la década de 1930. Contó con la participación de algunas de las vedettes más destacadas, interpretando, cada una de ellas dos obras: María José Cantudo, Paloma San Basilio y Esperanza Roy. También participaron Concha Velasco que protagonizó 3 obras, Teresa Rabal y Massiel. Además, en el primer programa, de presentación, se contó con la presencia de la estrella más importante del género: Celia Gámez. La realización del programa era obra de Fernando García de la Vega. 

## Obras representadas
- Presentación, en el Teatro Pavón, de Madrid, por el director de la serie: Fernando García de la Vega - 1 de octubre de 1985

- El águila de fuego - 8 de octubre de 1985
  - Concha Velasco ... Celinda
  - Paco Valladares ... Claudio
  - Pedro Osinaga ... Javier
  - Máximo Abel ... Cazador
  - Santiago Álvarez ... Recepcionista
  - Francisco Cecilio ... Arturo
  - Ángel de Andrés ... Pío
  - Manuel Fajardo ... Yáculo
  - Blas Martín ... Dueño
  - Mayrata O'Wisiedo ... Condesa
  - Rosa Valenty ... Lydia

- Las leandras - 15 de octubre de 1985
  - Paloma San Basilio ... Concha
  - Luis Barbero ... Cartero
  - María Barranco ... Doncella
  - Quique Camoiras ... Francisco
  - Pedro Civera ... Leandro
  - Queta Claver ... Manuela
  - María Garralón ... Fermina
  - Silvia Marsó ... Chon
  - María Mendiola ... Aurora
  - Fernando Santos ... Don Francisco
  - Pastor Serrador ... Don Cosme
  - Luis Varela ... Ernesto
  - Tomás Zori ... Porras

- La estrella de Egipto - 22 de octubre de 1985
  - Esperanza Roy ... Semiramis / Estrella
  - Manuel Gallardo ... Tebis / Jorge
  - Valeriano Andrés ... Krobe
  - Francisco Cecilio ... Pietro
  - Ángel de Andrés ... Smith
  - Josep Maria Pou ... Aramis

- Luna de miel en El Cairo - 29 de octubre de 1985
  - Teresa Rabal ... Marta
  - Manolo Otero ... Eduardo
  - José Bódalo ... El Mudir
  - Fabián Conde
  - Margot Cottens ... Elena Caro
  - Ángel de Andrés ... Ponciano Mendes
  - Ignacio de Paúl ... Capitán
  - Beatriz Elorrieta ... Margara
  - María Mendiola ... Myrna
  - Sergio Mendizábal
  - Juan Carlos Naya ... Rufi
  - Ventura Ollé
  - Mayrata O'Wisiedo ... Basilisa
  - Fernando Santos ... Don Moncho
  - Loreta Tovar ... Elsa
  - Marcial Zambrana
  - Tomás Zori ... Florido

- Róbame esta noche - 5 de noviembre de 1985
  - María José Cantudo ... Emérita
  - Emilio José ... Alexis
  - Pilar Bardem ... Loreta
  - Francisco Camoiras ... Pepillo
  - Mónica Cano ... Carmela
  - Manolo de Vega ... Frasquito
  - María Elena Flores ... Tomasa
  - Luis Lorenzo ... Antonillo
  - Blas Martín
  - María Mendiola ... Angustias
  - Paco Racionero ... Manolillo
  - Raquel Rodrigo ... Malena
  - Pastor Serrador ... Don Jacobo
  - Pedro Valentín ... Currillo

- Cinco minutos nada menos - 12 de noviembre de 1985
  - Concha Velasco ... María Rosa
  - Pedro Osinaga ... Florián
  - José Sazatornil ... Don Justo
  - Quique Camoiras
  - Luis Varela ... Felipe
  - Margot Cottens ... Doña Nieves
  - Alfonso del Real ... Cándido
  - María Isbert ... Doña Soledad

- La cuarta de A. Polo - 19 de noviembre de 1985
  - Massiel ... Leonor
  - María Barranco
  - Paco Bernal
  - Francisco Camoiras
  - Rafael Castejón
  - Pedro Civera ... Arturo
  - Queta Claver ... Sara
  - Azucena Hernández ... Sarita
  - Sergio Mendizábal
  - Ventura Ollé
  - Pastor Serrador ... Sargento
  - Luis Varela ... Román
  - Adriana Vega ... Zulema

- Ana María - 26 de noviembre de 1985
  - Esperanza Roy ... Ana María
  - Luisa Armenteros ... Olvido
  - Pilar Bardem ... Andrea
  - María Barranco
  - José Bódalo ... Cristóbal
  - Ángel de Andrés ... Nocomedes
  - María Isbert ... Manuela
  - Adriana Ozores ... Soledad
  - Paula Sebastián
  - Loreta Tovar ... Carolina
  - Rosa Valenty ... Laura
  - Luis Varela ... Gundito

- La Cenicienta del Palace - 3 de diciembre de 1985
  - Paloma San Basilio ... Celia / Delia
  - Víctor Valverde ... Carlos
  - María Barranco ... Secretaria
  - Alfonso Bernal ... Fotógrafo
  - Margot Cottens ... Baronesa
  - Alfonso del Real ... Director
  - Luis Escobar ... Don Trino
  - Luis Lázaro ... Periodista
  - Helga Liné ... Irene
  - Isidro Luengo ... Portero
  - José Morales ... Recepcionista
  - Félix Navarro ... Detective
  - Juan Carlos Naya ... Roberto
  - José Rueda ... Fotógrafo
  - José María Rueda

- Las de Villadiego - 10 de diciembre de 1985
  - María José Cantudo ... Fifí
  - Quique Camoiras ... Bartolo
  - Silvia Casanova
  - Rafael Castejón ... Primitivo
  - Irene Daina ... Remedios
  - María Elena Flores ... Antonina
  - María Garralón ... Fanny
  - Adriana Ozores ... Sofía
  - Marisa Porcel ... Justa
  - Josep Maria Pou ... Mr. Play
  - Fernando Santos ... Fulgencio
  - Pedro Valentín ... Cabrales
  - Tomás Zori ... Genovevo

- La hechicera en palacio - 17 de diciembre de 1985
  - Concha Velasco ... Patricia
  - Paco Valladares ... Taoli
  - María Álvarez ... Martina
  - Paco Bernal ... Herrero
  - Blaki ... Vocero
  - Roberto Caballero ... Capitán
  - Licia Calderón ... Deseada
  - Francisco Cecilio ... Robin
  - Rubén García ... Cornelio
  - Alfonso del Real ... Duque Epi
  - Luis Lázaro ... Picio
  - Jenny Llada ... Cinia
  - Juan Carlos Montalban ... Ayudante fotógrafo
  - Guillermo Montesinos ... Forofo
  - Carmen Platero ... Duquesa
  - Ramón Reparaz ... Herrero
  - José María Rueda ... Vigía
  - Fernando Sala ... Capitán

- El sobre verde - 24 de diciembre de 1985
  - José Bódalo ... Ricachón
  - Quique Camoiras ... Faroles
  - María José Cantudo
  - Queta Claver ... Filomena
  - Ángel de Andrés ... Carbonilla
  - Alfonso del Real ... Brigitte
  - Luis Escobar ... Ordenanza
  - Manuel Gallardo ... Guardia
  - María Garralón ... Chelo
  - María Isbert ... Malhuele
  - Fedra Lorente ... Mimí
  - Luis Lorenzo ... Manchao
  - Silvia Marsó
  - Massiel
  - Félix Navarro
  - Pedro Osinaga ... Antoine
  - Josep Maria Pou ... Maitre
  - Teresa Rabal
  - Esperanza Roy
  - Paloma San Basilio
  - Fernando Santos ... Don Nicanor
  - Pedro Valentín ... José María
  - Rosa Valenty ... Fifí
  - Víctor Valverde ... Guardia
  - Concha Velasco
  - Tomás Zori ... Simeón